# Nils Willers
Nils Willers (* 1961 in Hamburg) ist ein deutscher Schauspieler, Regisseur und Autor.

## Werdegang
1982 zog er nach Berlin, um Theaterwissenschaft und Schauspiel zu studieren. 1986 legte er sein Schauspieldiplom ab. Zunächst arbeitete er in Berlin, wo er in Kreuzberg ein kleines Zimmertheater führte und Teil des Theaterkollektivs Vanilla Gorgon war. Nach Mauerfall spielte er in Potsdam am Hans Otto Theater und mitbegründete das Kinder- und Jugendtheater Havarie sowie in Berlin das Theater Thikwa. Nach der Jahrtausendwende führte ihn das Theater mit der Minako Seki Company bis nach Südamerika, USA, Japan und durch Europa.
2000 veröffentlichte er sein erstes Stück Nichts zu lachen, ein Stück für Kinder ab acht Jahren im Litag Verlag München. Weitere Stücke sind: Die Stubenhocker (1988), Her mit der Marie (2014) sowie in Kooperation mit Max Gaudio Theateraktion: Der Koch, der Nachtwächter und der Liebhaber (2010), Die Ankunft der Lichtersteine (2012, Kinderstück), Räuber Ratzeputz (2015, Kinderstück) und Zimt und Zauber (2015). 2021 erschien im Theaterverlag Hofmann-Paul sein Stück 17 Minuten bis Bielefeld und 2022 das Stück Flucht nach vorn.
2022 veröffentlichte er das Hörspiel Die großen Bäume, für Kinder ab 10 Jahren nach einer Geschichte von Paul Scheerbart von 1912.
Von 2015 bis 2018 spielte er am Landestheater Detmold und seit 2018 am Theater Ulm, von 2023 bis 2024 am Staatstheater Wiesbaden sowie 2024 bei den Schlossfestspielen Ettlingen.
2025 ist er als Lieutnant Schrank bei den Eutiner Festspielen in der West Side Story und beim Zauberer von Oz am Theater Ulm zu sehen.
2009 erhielt er mit der Berliner Compagnie den Aachener Friedenspreis. Nils Willers lebt seit 2020 in Detmold.

## Filmografie
- 2025: Was wir nicht sagen, Kurzfilm, TH Ostwestfalen-Lippe, Bereich Medienproduktion Rolle: Gerd, der Vater, Regie: Elias Kübler
- 2025: Gewissenprüfung, Kurzfilm, TH Ostwestfalen-Lippe, Bereich Medienproduktion Rolle: Offizier Alfons Dübel, Regie: Max Belfer
- 2025: Himmel und Hölle, Kurzfilm, TH Ostwestfalen-Lippe, Bereich Medienproduktion, Rolle: Der Teufel  Regie: Sarah Priester
- 2025: Stageplay, Kurzfilm, TH Ostwestfalen-Lippe, Bereich Medienproduktion, Rolle: Nathan Regie: Denni Wittmann
- 2024: Dive In Shit, Kurzfilm, Produktion: New Wave Films,  Rolle: Ghandi, Regie: Tom Vetter/Henri Graute
- 2024: The Button, Kurzfilm, Produktion: Tackerproductions, Rolle: Nr. 240 Regie: Sebastian Kern
- 2024: 10 Minuten Kurzfilm, Produktion: New Wave Films Rolle: Ein Wartender Regie: Tom Vetter/Henri Graute
- 2023: 80 Euro, Kurzfilm, Produktion: Die Lichtfänger, Regie: Philipp Linke, Rolle: Frank, ein Ehemann
- 2022: How To Fly, Kurzfilm, Produktion: Shining Film Zürich, Regie: Micha Muhl Rolle: Georg, ein Sektenmitglied
- 2022: Epiphany, Kurzfilm, TH OWL Fachbereich Medienproduktion, Regie: Carina Schmidt,  Rolle: Ein Polizist
- 2021: Frank will tanzen, Musikvideo von DH_1, Rolle: Frank (HR)
- 2020: YOU, Kinofilm, Produktion: Moolmore Italy, Regie: Nicola Abbatangelo, Rolle: Andreas Schwarz,
- 2019: Arbeit am Feindbild, Kurzfilm, Produktion: Filmakademie Ludwigsburg, Regie: Micha Muhl, Rolle: Toni (Ensemble Hauptrolle)
- 2019: Modern Delivery, Kurzfilm, Produktion: Calimedia, Regie: David N. Koch, Rolle: Professor Gress (Hauptrolle)
- 2017: Achtung!Casting, Kinofilm, Produktion: Nordwestfilm Schweiz, Regie: Urs Odermatt, Rollen: Morten, Krupp
- 2016: Kora, - Kinofilm Produktion: Nordwestfilm Schweiz, Regie: Urs Odermatt,  Rolle: Regisseur (Co-Hauptrolle)
- 2014: Bad Time Stories,  Kurzfilm, Regie: Rob Blake, Rolle: Sprecher: Grave Digger,  Winner at Berlin Fashion Film Festival 2014 - BEST LOCAL
- 2011: Der Kompass, Fernsehfilm, Produktion: Frame Bakery Production, Sender: mbc Saudi Arabien, Regie: Mujtaba Saeed, Rolle: Professor Marx
- 2006: Die befleckte Venus, Spielfilm, HFF Konrad Wolf Potsdam, Regie: Philipp Teubner, Rolle: Hofbankier
- 2001: Streit um drei, ZDF, Regie: Wolfram Hundhammer, Rolle: Fotograf
- 2000: Strandgut Kurzfilm, HFF Konrad Wolf Potsdam, Regie: Maxie Strauch,  Rolle: Ein Mann
- 1999: Zoe, Film – und Fernsehakademie Berlin, Arte, WDR, Regie: Maren-Kea Freese, Förderpreis deutsches Kino